# Давньогрецькі хтонічні божества
Хтонічні божества (гр. Chthon — земля) — назва всіх божеств, яких уява давніх греків пов’язувала з лоном землі. Хтонічні божества виконували подвійну релігійну функцію: з одного боку, вони уособлювали сили родючості, а як володарі підземного світу вважалися божествами Аїду, що охороняли померлих. Хтонічні Божества були Аїд, Гермес, Деметра, Персефона й інші. У жертву Хтонічним божествам приносили тварин з чорною шерстю; жертвоприношення відбувались увечері на низькому вівтарі. Культ героїв також мав риси культу хтонічних божеств.

## Боги, яких називали хтонічними
Імена чоловічих божеств вживалися з епітетом Χθόνιος Chthonios (наприклад, Зевс Chthonios), а жіночі Χθονία Chthonia. До останніх належить перш за все Персефона, дружина Аїда, також Ерінії та німфи. Гесіод використовує збірний термін Chthonioi як назву для титанів. Окрім того термін використовують поети-трагіки на позначення або для диференціювання  богів-повелителів інших стихій — наприклад, на означення Гермеса, в пародійній формі у Арістофана. Однак часто не зрозуміло, про кого ідеться – богів чи спільноту мертвих.
Перш за все, хтонічним богом називали Аїда. Уже в Гомера він – бог, що виконує допоміжні функції, якого називають підземним Зевсом Катахтонісом. Складно однак вирішити: чи дана назва – синонім бога підземного царства, чи одне з багатьох імен Зевса. На Міконосі, в Коринті та в Олімпії існував культ Зевса Хтоніського, якому поклонялися разом із Геєю Хтонією та Діонісом Леннейським. Лише в цій місцевості зустрічається даний епітет поряд із іменем Геї.
Матері богів Деметрі, означену Герміоною, поклонялися під іменем Хтонія Тея. Починаючи з 5 ст, її називали Гекатою Хтонією, богинею роздоріж та богинею, що стоїть при брамі між світом мертвих і живих.
Крім того, Тифона згадано як Демона Хтонія, Хтоніон - це, зокрема, Діоніс, бог рослинності. Дана назва – евфемізм для Горгони або Фами (богині блискавки), Персефони та Гекати, а можливо для Церери та Кибелли (римських божеств). Даний епітет вживається з іменами міфічних персонажів, щоб підкреслити, те, що вони походять із землі, а не з лона людини. Наприклад, донька Ерихтея або Кадм із Фів.
Chthonios і Chthonia як власні імена зустрічаються у міфографів та лексикографів від часів еллінізму. У часи правління римських імператорів вони зустрічалися на епітафіях та т зв табличках з прокляттями.

## Жертвоприношення хтонічним богам
Хоча інші терміни, такі як "божество землі", як правило, мають більш драматичні конотації, терміни chthonie та chthonios мають більш технічне та точне значення в грецькій мові, стосуючись насамперед способу жертвоприношень. У деяких хтонічних культах практикували ритуальні нічні жертвоприношення тварин, яких клали в ботрос (βοθρος, «криниця») або мегарон (μεγαρον, «підводна камера»). В інших, навпаки, жертву спалювали на вівтарі бомосі (βομος, «вівтар»). Особливою рисою цих культів було те, що рештки спалювали або закопували, а не готували і роздавали людям. Не всі хтонічні культи належали до грецьких, і не в усіх практикувалися ритуальні вбивства: у деяких жертвували опудала чи спалювали овочі.

## Протиставлення культу і функцій
Хоча хтонічні божества загалом піклувалися про родючість, для них, як і для олімпійських богів, вона не була основною сферою впливу. Таким чином, хоча і Деметра і Персефона дбали про різні аспекти родючості землі, у Деметри був типово олімпійський культ, тоді як у Персефони був хтонічний.
Ще більшу плутанину викликало те, що у Деметри й Персефони існували схожі культи поклоніння, до Персефони в поезії та міфах іноді зверталися як до олімпійської богині. Внаслідок опору асиміляції ранніх культів у новий пантеон богів, у міфах виникає двозначність.

## Неоднозначність ролей хтонічних богів
Категорії олімпійські та хтонічні не були, однак, повністю відокремленими. Деяким олімпійським божествам, таким як Гермес і Деметра, також приносили хтонічні жертви і десятину в певних місцях. Обожненим героям Гераклу та Асклепію також поклонялись як богам чи хтонічним героям, залежно від місця та часу виникнення міфу. Крім того, декілька божеств нелегко класифікувати за цими ознаками. Наприклад, Гекаті, як правило, на роздоріжжі приносили в дари цуценят - незважаючи на те, що ця практика, нетипова ні для олімпійських, ні для хтонічних жертвоприношень Персефоні - та через роль Гекати у підземному світі її відносять до хтонічних богинь.
Походження хтонічних божеств
У своїй книзі "Мікенський світ" лінгвіст і фахівець з давньогрецької мови Джон Чедвік стверджує, що багато хтонічних божеств можуть бути пережитками корінної доеллінської релігії і що багато олімпійських божеств можуть походити з протогреків, що захопили південну частину Балканського півострова наприкінці третього тисячоліття до н.е. Однак він зазначає, що це може бути певною мірою узагальненням і що походження хтонічних та олімпійських божеств, ймовірно, набагато заплутаніше. Німецький спеціаліст з давньогрецької релігії Вальтер Буркерт відкидає уявлення про хтонічних божеств як догрецьких, а олімпійських божеств як про індоєвропейських у своїй книзі “Грецька релігія”. Він зазначає: "Саме хтонічні хоаї пов'язані з індоєвропейськими, тоді як жертвоприношення олімпійцям пов'язані з семітською традицією".

### Аїд
Аїд— бог підземного царства. При поділі світу між братами після перемоги богів над титанами Аїд дістав підземне царство й владу над тінями померлих. У грецькій релігії Аїд як бог смерті вважався страшним богом. Навіть ім’я його боялися вимовляти, замінюючи різними евфемізмами. Так виникла й назва Плутон — «багатий», тобто володар незліченних підземних скарбів і людських душ, — яка згодом витіснила первісне ім’я бога підземного царства. Із зміною імені відбулася зміна самого уявлення про бога. Йому почали приписувати якості бога родючості у зв’язку з ототожненням посмертної долі людини з долею хлібного зерна, яке ніби ховали під час посіву, щоб воно воскресло новим життям у колосі.

### Персефона
Персефона, Кора (гр. Persephone, Kore — дівчина) — дочка Деметри й Зевса. За міфом, Аїд з дозволу Зевса викрав Персефону, коли вона з подругами гуляла на луці, і зробив своєю дружиною. У підземному царстві Аїд змусив її проковтнути гранатові зерна — символ нерозривності шлюбу. Розгнівана Деметра наслала на землю неврожай, тому Зевс, щоб урятувати життя на землі, наказав Аїдові відпускати Персефону до матері на три чверті року. Як і інші божества, пов’язані з культом землі, Персефона вважалася не лише богинею родючості, а й владаркою небіжчиків.

### Деметра
Деметра (гр. Demeter) — дочка Кроноса й Реї, сестра й дружина Зевса, богиня родючості, хліборобства та шлюбу; посідала важливе місце в грецькій міфології. У глибоку давнину Деметру вважали богинею підземного царства і дружиною Посейдона, від якого вона народила коня Арейона.

### Харон
Харон —через отруйні води ріки Стіксу в Аїді він перевозив човном душі померлих у царство тіней. За це Харон брав платню, тому йому в рот небіжчики клали монету.

### Геката
Геката (гр. Hekate) — у найдавнішу епоху богиня Місяця, пізніше богиня чаклунства, володарка всіх страховищ і примар. Назву Гекати виводять від гр. hekaton — «сто», бо вона протягом 100 років затримувала тіні непокірних людей на берегах Стіксу. Культ Гекати як богині підземного царства зливається з культом Персефони. Як і Артеміду, Гекату вважали володаркою звірів, покровителькою мисливців. У її культі знаходимо риси місячного божества, тому вона іноді ототожнювалась із Селеною. Священною твариною Г. була сука; в жертву богині приносили щенят.

### Гермес
Гермес (гр. Hermes) — вісник богів, покровитель дотепності, гімнастики, мандрівників, доріг, торгівлі, провідник душ померлих. Він був сином Зевса й Майї. Шахраювання зробило Гермеса богом злодіїв. Своїм жезлом Гермес насилав на людей сон і пробуджував їх, тому перед сном на його честь робились узливання.

### Ереб
Ереб (гр. Erebos — морок, пітьма) — одне з начал всесвіту — вічний морок, породження Хаосу; батько Ефіра та Гемери, яких народила від нього богиня ночі Нікс; підземне царство мороку, через яке душі померлих проходять в Аїд.

### Еринії
Еринії (гр. Erinyes), ЕВМЕНІДИ (гр. Eumenides) — богині помсти, тісно пов’язані з правилами й законами людського співжиття. За Гесіодом, Еринії — дочки Землі, заплідненої краплями крові Урана. трьох богинь: Мегеру (Загрозливу), Тісіфону (Месницю) й Алекто (Безупинну).

### Нікс
Нікс, Нікта (гр. Nyx) — уособлення ночі. В епосі Нікс — могутня богиня, яку шанував сам Зевс, у Гесіода — дочка Хаоса й сестра Ереба, від якого в неї народилися Ефір (Етер), День, Танатос (Смерть), Гіпнос (Сон) Омана, Старість, Сновидіння, богині смерті — Кери, Сум і ін. Нікта жила в Аїді.

### Тартар
Тартар (гр. Tartaros) — син Ефіра й Геї, батько Тіфона та Єхидни ; за уявленнями греків, темна безодня в глибині космосу, нижче від Аїду. Тартар віддалений від поверхні землі так само, як земля від неба: мідне ковадло летіло б туди від поверхні землі дев’ять днів (стільки, скільки з неба на землю). У Тартарі живе Нікс, також він є місцем ув’язнення скинутого Кроноса й переможених титанів, яких охороняють сторукі велетні, діти Урана. Призначення Тартару віддалені місця Аїду, де караються грішники.

### Танатос
Танатос, Танат (гр. Thanatos — смерть) — бог, уособлення смерті, син Ночі, брат-близнюк бога сну Гіпноса.

### Трофоній
Трофоній (гр. Trophonios) — епітет Зевса — Zeus Chthonios (Підземний Зевс) з храмом та оракулом у Беотії; за одним з найвідоміших переказів, син Аполлона (варіант: Зевса або орхоменського владаря Ергіна), брат Агамеда, вихованець Деметри. В культі Трофонія знаходимо багато спільного з Деметрою, Персефоною, Асклепієм та іншими божествами, які в Беотії були відомі під збірним іменням Трофоніадів. Поряд з іншими хтонічними божествами (Амфіараєм, Асклепієм) Трофоній був наділений даром відкривати людям майбутнє. Той, хто цікавився своєю долею, мав перебувати в стані жаху.

### Гіпнос
Гіпнос, Гіпн (гр. Hypnos — сон) — бог сну, син Нікс (Ночі) та Ереба (Мороку), брат бога смерті Танатоса. Мав владу над людьми й богами.

## Міфічні істоти підземного царства

### Кіклопи
Кіклопи, циклопи (гр. Kyklopes) — сини Урана й Геї, міфічні одноокі велетні, що відзначалися надзвичайною силою і спритністю. Батько ув’язнив к. в Аїді, згодом їх звільнив Зевс, і вони допомагали йому в боротьбі з Кроносом і гігантами, виковуючи громи та блискавки.

### Кербер
Кербер, Цербер (гр. Kerberos) — охоронець брами Аїду (Еребу), багатоголовий пес, страхітлива потвора син Тіфона та Єхидни.

### Еак
Еак (гр. Aiakos) — син Зевса й Егіни За свою справедливість і доброчесність Еак після смерті став суддею в Аїді.

### Емпуса
Емпуса, Емпуза (гр. Empusa) — нічна демонічна істота з ослячими ногами, одне із страховищ підземного світу. Емпусу, так само як і ламій, зараховували до почту Гекати. За міфом, Емпуса могла прибирати різних страхітливих постатей, що лякали подорожніх, частіше жінок, дітей.

### Гекатонхейри
Гекатонхейри (гр. Hekatoncheires; від hekaton — сто, cheir — рука) — сторукі п’ятдесятиголові велетні, уособлення підземних сил.